# Tanrake
Tanrake é uma cidade de Tuvalu, na Oceania, situada no atol de Nui, no ilhéu de Fenua Tapu. Segundo censo de 2012, possuía 212 habitantes.